# Playtronic
Playtronic es un desarrollador de juegos digitales, y fue uno de los más importantes fabricantes brasileños de videojuegos y juguetes con sede en Manaus, en Brasil, y era una joint venture entre las empresas Gradiente Industrial S.A. ( empresa de electrónica de consumo) y Manufatura de Brinquedos Estrela S.A. (fabricante de juguetes). La empresa fue fundada el 15 de marzo de 1993, cuyo El objetivo inicial era fabricar y distribuir  Nintendo fuera de Japón para el mercado brasileño, compitiendo directamente con TecToy, representante de Sega en el país. Desde 2016 , Playtronic ha estado desarrollando juegos para  Android y Xbox.

## 1993-1996 Playtronic
Nintendo llegó a tierras brasileñas a través de una alianza con las empresas nacionales Gradiente y Estrela, que firmaron un acuerdo con Nintendo en 1992, formando Playtronic Industrial ltda. El 17 de marzo de 1993, el anuncio de la fusión logró una amplia atención mediática, considerando que Playtronic fue la primera empresa del mundo en producir productos de Nintendo fuera de Japón. Poco después, la Super Nintendo Entertainment System fue la primera consola en anunciarse. producido el 24 de agosto de 1993, adaptado para el sistema de televisión analógica PAL-M de Brasil. Incluso con el lanzamiento tardío, el éxito de sus ventas capturó el 60% del segmento local de consolas de videojuegos de 16 bits en abril de 1995.
La Nintendo Entertainment System fue la siguiente consola que se produjo. Pero incluso después de que comenzaron las ventas, el mercado brasileño llevaba mucho tiempo saturado por consolas de contrabando (de China y Taiwán) y clones de NES locales - uno de los más exitosos es el Phantom System, fabricado por la propia Gradiente. Debido a este hecho, el lanzamiento tardío y los altos precios de los productos con licencia de Nintendo, las ventas fueron muy débiles. Con todo En este escenario, los clones de NES y Master System de TecToy seguían siendo las consolas de videojuegos de 8 bits más vendidas en el país.
La fábrica estaba en Manaos y comenzó la producción de sus productos en la Rua Carvalho Leal, Bairro Cachoeirinha.
Hasta su último año de 1996, Playtronic también trajo Game Boy, Virtual Boy y Nintendo 64 al consumidor brasileño. Pero debido a un problema de flujo de caja a largo plazo, Estrela vendió el 50% de su participación en Playtronic a Gradiente por 7,3 millones de dólares, poniendo fin a la empresa conjunta. Después de eso, Gradiente Entertainment Ltda. fue la división creada para suceder a la representación local de Nintendo hasta 2003, cuando abandonaron el negocio de los videojuegos debido a varios factores, entre ellos el alto tipo de cambio del dólar, la reducción del ingreso familiar promedio y la alta difusión de la piratería en Brasil.

## Juegos traducidos
Playtronic, al igual que TecToy, su competidor local, invirtió en traducir algunos títulos al portugués.
Destaca el juego Super Copa para la Super NES, que es una versión del juego Tony Meola's Sidekicks Soccer. El juego presentaba, además de textos en portugués y español], anuncios de empresas que operan en Brasil, como Adidas y Elma Chips y era el único exclusivo de Playtronic.

## El fin de la asociación
En 1996, Estrela vendió su participación en la empresa, dejando así de existir Playtronic, que surgió de la fusión entre Estrela/Gradiente. A partir de entonces pasó a llamarse Gradiente Entertainment Ltda. Hasta diciembre de 2000 las ventas combinadas ascendieron a 2 millones de piezas de hardware y 2,5 millones de piezas de software. Esto significa que el mercado de juegos en Brasil generó R$ 200 millones con Nintendo.
Sin embargo, a principios de 2003, Gradiente dejó de fabricar y vender, por decisión propia, la línea de videojuegos en el país, poniendo fin a la asociación con Nintendo en Brasil.

## Playtronic actualmente
Después de 10 años de abandono total, Playtronic fue adquirida en 2013 por el programador Leandro Mattos, con el objetivo de evitar que el pueblo brasileño olvidara la marca. En 2016, comenzó a desarrollar sus propios juegos para Android y en 2024 inició la producción de juegos para Xbox.